# Ricardo Machado
Ricardo Jorge Tavares Machado (n. 13 septembrie 1988, Vila Nova de Gaia, Portugalia), cunoscut ca Ricardo Machado, este un fotbalist portughez care evoluează la clubul Al-Taawon pe postul de fundaș.